# 石油工程

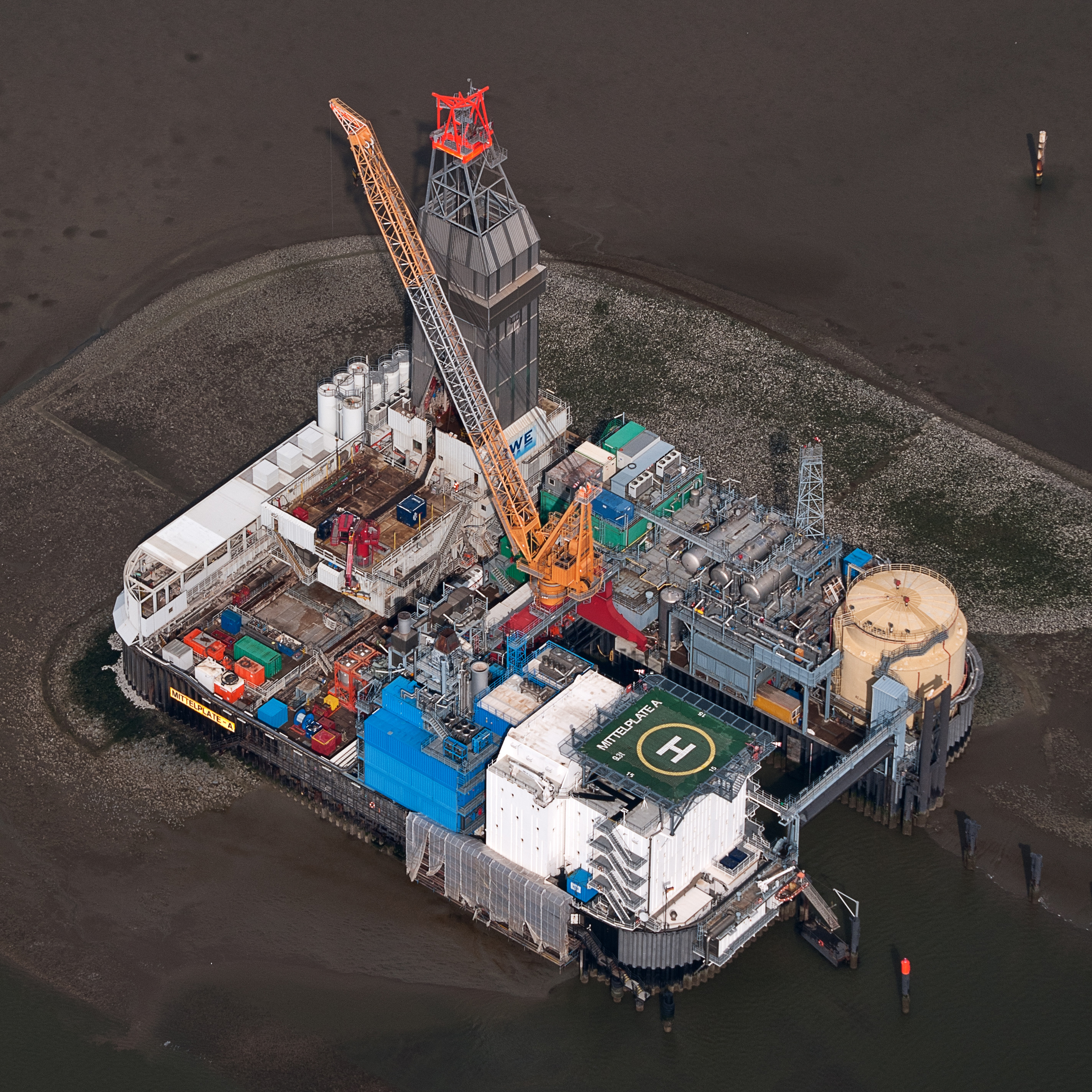
德国最大油田Mittelplate

石油工程（Petroleum engineering）是和碳氫化合物生產有關活動的工程學領域，碳氫化合物可以是石油，也可以是天然气。探勘及石油生產定義為石油及天然氣產業的上游產業。地球科學家進行的钻探以及石油工程都是石化產業中二個以地下為主的學科，主要著重著在盡可能地提高地下儲層的碳氫化合物經濟回收率。石油地质学及地球物理学著重在碳氫化合物地下儲層的靜態描述，而石油工程是利用多孔岩層在高壓下石油、水及氣體物體行為的深入了解，來估計岩層的可採量。
地質學家和石油工程師在油氣藏生命週期中的共同努力，決定了油藏開發的方式以及之後枯竭的方式，對油田經濟的影響最大。石油工程需要對其他相關學科有良好的了解，例如地球物理學、石油地質學、地层评价（测井）、鑽孔、经济学；油藏模擬、油藏工程、鑽井工程、人工升力系統、完井以及石油製造工程。
石油工程的專業人員，以往會來自物理、機械工程、化學工程及礦冶工程等領域。石油工程的專業訓練會在石油公司內進行。

## 簡介
美国采矿、冶金和石油工程师学会（AIME）在1914年成立，是此領域第一個專業協會。第一個石油工程學位是在1915年由匹茲堡大學頒發。在此之後，石油工程也漸漸的演進，解決越來越難的問題。由於電腦建模、材料、統計應用以及機率分析的進步，以及像定向鑽孔及提高原油采收率-等新技術的出現，都大幅提昇了石油工程師可以用的工具及技術。自動化、感測器及機器人已讓此產業變的更有效率，而且更安全。
石油工程師常需要克服深水、極地及沙漠等條件。在作業中越來越常要在高溫高壓（HTHP）環境中進行，因此石油工程師需要精通熱力水力學、地質力學和智慧系統等主題。